# Philippine Army FC
El Philippine Army Football Club es un equipo de fútbol profesional de Filipinas y juega en la primera división o Filipino Premier League de su país. Fue fundado en 1960 por la Unidad de Servicios de las Fuerzas Armadas (una unidad que promueve el deporte y el ejercicio físico de ese país) bajo la dirección del comandante general de las Fuerzas Armadas Filipinas. El equipo está compuesto por miembros de la Fuerzas Armadas de Filipinas. 

## Palmarés
- Filipino Premier League: 1

2008

## Participación en competiciones de la AFC
| Temporada | Torneo                  | Ronda          | Club                   | Casa | Visita   | Global |
| --------- | ----------------------- | -------------- | ---------------------- | ---- | -------- | ------ |
| 2003      | ASEAN Club Championship | Fase de grupos | Kingfisher East Bengal | 6–0  | 3º Lugar |        |
| 2003      | ASEAN Club Championship | Fase de grupos | BEC Tero Sasana        | 0–3  | 3º Lugar |        |